# Porto Recanati
Porto Recanati ist eine italienische Kleinstadt mit 12.466 Einwohnern (Stand 31. Dezember 2023) an der Adria in der Provinz Macerata, Region Marken. Die Stadt liegt 25 km südlich von Ancona entfernt. In der Antike hieß der Ort Potentia.
Die Stadt liegt 5 m über dem Meeresspiegel und umfasst eine Fläche von 17 km². Die Nachbargemeinden sind Castelfidardo (AN), Loreto (AN), Numana (AN), Potenza Picena und Recanati.
Porto Recanati ist mit seinem Sandstrand von 8 Kilometer Länge ein beliebter Touristenort.

## Städtepartnerschaften
- Mar del Plata, Argentinien
- Kronberg im Taunus, Deutschland

## Persönlichkeiten
- Elzear Torreggiani OFMCap (1830–1904), römisch-katholischer Bischof von Armidale, in Porto Recanati geboren